# Podkumok
Podkumok (rusky Подкумок) je řeka ve Stavropolském kraji v Rusku. Je dlouhá 160 km. Plocha povodí měří 2220 km².

## Průběh toku
Pramení na severních svazích Velkého Kavkazu. Úzkou soutěskou protíná Skalistý a Pastbiščný hřbet. Ústí zprava do Kumy.

## Vodní režim
Zdrojem vody jsou převážně sněhové srážky. Průměrný roční průtok vody činí přibližně 8 m³/s. Zamrzá v polovině až na konci října, přičemž na horním toku se led objevuje už v září. Rozmrzá na konci května až na začátku června.

## Využití
Využívá se ve velké míře na zavlažování. Na řece se nacházejí města Kislovodsk, Jessentuki, Pjatigorsk, Georgijevsk. V předměstí Jessentuki byla vybudována vodní elektrárna Bjelyj Ugol.